# Puchar Europy w skokach narciarskich 1990/1991
Puchar Europy w skokach narciarskich 1990/1991 – rozpoczął się 16 grudnia 1990 w Oberwiesenthal na skoczni Fichtelbergschanzen, a zakończył 14 kwietnia 1991 w Rovaniemi na skoczni Ounasvaara. W ramach cyklu rozegrano 18 indywidualnych konkursów. Zwycięzcą klasyfikacji generalnej został Austriak Franz Neuländtner.

## Wyniki zawodów
| Lp.                                                                                 | Data                                          | Miejscowość                                   | Skocznia                                      | Punkt K                                       | Uwagi                                         | 1. miejsce         | 2. miejsce          | 3. miejsce         |
| ----------------------------------------------------------------------------------- | --------------------------------------------- | --------------------------------------------- | --------------------------------------------- | --------------------------------------------- | --------------------------------------------- | ------------------ | ------------------- | ------------------ |
| 1.                                                                                  | 16 grudnia 1990                               | Oberwiesenthal                                | Fichtelbergschanzen                           | K-95                                          | -                                             | Franz Neuländtner  | Werner Schuster     | René Kummerlöw     |
| 2.                                                                                  | 23 grudnia 1990                               | Chaux-Neuve                                   | La Côté Feuillée                              | K-90                                          | -                                             | Régis Bajard       | Sylvain Freiholz    | Knut Müller        |
| 3.                                                                                  | 26 grudnia 1990                               | Sankt Moritz                                  | Olympiaschanze                                | K-94                                          | -                                             | Klaus Huber        | Stefan Zünd         | Werner Schuster    |
| 4.                                                                                  | 29 grudnia 1990                               | Sankt Aegyd                                   | Klaushoferschanze                             | K-73                                          | -                                             | Werner Rathmayr    | Andi Rauschmeier    | Ingo Züchner       |
| 5.                                                                                  | 11 stycznia 1991                              | Saalfelden                                    | Bibergschanze                                 | K-85                                          | TAA                                           | Clas Brede Bråthen | Ingo Züchner        | Norbert Hils       |
| 6.                                                                                  | 12 stycznia 1991                              | Ruhpolding                                    | Große Zirmbergschanze                         | K-107                                         | TAA                                           | Franz Neuländtner  | Clas Brede Bråthen  | Norbert Hils       |
| 7.                                                                                  | 13 stycznia 1991                              | Planica                                       | Bloudkova velikanka                           | K-120                                         | TAA                                           | Franz Neuländtner  | Bernt Espen Kolsrud | Oliver Strohmaier  |
| Turniej Alpen-Adria – klasyfikacja końcowa                                          | Turniej Alpen-Adria – klasyfikacja końcowa    | Turniej Alpen-Adria – klasyfikacja końcowa    | Turniej Alpen-Adria – klasyfikacja końcowa    | Turniej Alpen-Adria – klasyfikacja końcowa    | Turniej Alpen-Adria – klasyfikacja końcowa    | Franz Neuländtner  | Bernt Espen Kolsrud | Clas Brede Bråthen |
| 8.                                                                                  | 19 stycznia 1991                              | Harrachov                                     | Čerťák                                        | K-120                                         | TCz                                           | Franz Neuländtner  | František Jež       | Sylvain Freiholz   |
| 9.                                                                                  | 20 stycznia 1991                              | Liberec                                       | Ještěd                                        | K-90                                          | TCz                                           | František Jež      | Ladislav Dluhoš     | Pavel Ploc         |
| Turniej Czeski – klasyfikacja końcowa                                               | Turniej Czeski – klasyfikacja końcowa         | Turniej Czeski – klasyfikacja końcowa         | Turniej Czeski – klasyfikacja końcowa         | Turniej Czeski – klasyfikacja końcowa         | Turniej Czeski – klasyfikacja końcowa         | František Jež      | Franz Neuländtner   | Sylvain Freiholz   |
| 10.                                                                                 | 3 lutego 1991                                 | La Molina                                     | Trampolín Albert Bofill Mosella               | K-75                                          | PKr                                           | Andreas Scherer    | Jiří Raška jr       | Klaus Huber        |
|                                                                                     |                                               |                                               |                                               |                                               |                                               |                    |                     |                    |
| Mistrzostwa Świata w Narciarstwie Klasycznym 1991 • Val di Fiemme, 7–17 lutego 1991 |                                               |                                               |                                               |                                               |                                               |                    |                     |                    |
|                                                                                     |                                               |                                               |                                               |                                               |                                               |                    |                     |                    |
| 11.                                                                                 | 9 lutego 1991                                 | Willingen                                     | Mühlenkopfschanze                             | K-110                                         | -                                             | Ralf Gebstedt      | Andreas Goldberger  | Werner Haim        |
| 12.                                                                                 | 10 lutego 1991                                | Willingen                                     | Mühlenkopfschanze                             | K-110                                         | -                                             | Andreas Goldberger | Juha Lappalainen    | Klaus Huber        |
| 12.                                                                                 | 17 lutego 1991                                | Seefeld in Tirol                              | Toni-Seelos-Olympiaschanze                    | K-90                                          | -                                             | Régis Bajard       | Martin Höllwarth    | Franz Neuländtner  |
| 13.                                                                                 | 24 lutego 1991                                | Gallio/Asiago                                 | Pakstall                                      | K-95                                          | -                                             | Ivo Pertile        | Ingo Lesser         | Roberto Cecon      |
| 14.                                                                                 | 2 marca 1991                                  | Titisee-Neustadt                              | Hochfirstschanze                              | K-110                                         | TSch                                          | Werner Schuster    | Franz Neuländtner   | Andreas Scherer    |
| 15.                                                                                 | 3 marca 1991                                  | Schönwald                                     | Adlerschanze                                  | K-85                                          | TSch                                          | Werner Schuster    | David Jiroutek      | Ingo Lesser        |
| Turniej Schwarzwaldzki – klasyfikacja końcowa                                       | Turniej Schwarzwaldzki – klasyfikacja końcowa | Turniej Schwarzwaldzki – klasyfikacja końcowa | Turniej Schwarzwaldzki – klasyfikacja końcowa | Turniej Schwarzwaldzki – klasyfikacja końcowa | Turniej Schwarzwaldzki – klasyfikacja końcowa | Werner Schuster    | Franz Neuländtner   | Ingo Lesser        |
| 16.                                                                                 | 16 marca 1991                                 | Szczyrk                                       | Salmopol                                      | K-85                                          | -                                             | Franz Neuländtner  | Werner Rathmayr     | Tomáš Goder        |
| 17.                                                                                 | 13 kwietnia 1991                              | Ruka                                          | Rukatunturi                                   | K-120                                         | PoCu                                          | Staffan Tällberg   | Vesa Hakala         | Rune Olijnyk       |
| 18.                                                                                 | 14 kwietnia 1991                              | Rovaniemi                                     | Ounasvaara                                    | K-90                                          | PoCu                                          | Raimo Ylipulli     | Staffan Tällberg    | Vesa Hakala        |

## Klasyfikacja generalna Pucharu Europy
| Miejsce | Zawodnik           | Punkty |
| ------- | ------------------ | ------ |
| 1.      | Franz Neuländtner  | 217    |
| 2.      | Werner Schuster    | 115    |
| 3.      | Ingo Lesser        | 93     |
| 4.      | Andreas Scherer    | 83     |
| 5.      | Ingo Züchner       | 78     |
| 6.      | Werner Rathmayr    | 70     |
| 7.      | René Kummerlöw     | 62     |
| 8.      | Régis Bajard       | 56     |
| 9.      | Clas Brede Bråthen | 47     |
| 10.     | Tomáš Goder        | 46     |
| 11.     | Andreas Goldberger | 45     |
| 11.     | František Jež      | 45     |
| 11.     | Staffan Tällberg   | 45     |
| 14.     | Remo Lederer       | 44     |
| 15.     | Klaus Huber        | 43     |
| 15.     | Didier Mollard     | 43     |
| 15.     | Alexander Pointner | 43     |
| 18.     | Sylvain Freiholz   | 42     |
| 19.     | Norbert Hils       | 41     |
| 19.     | Yannick Revuz      | 41     |
| 19.     | Oliver Strohmaier  | 41     |
| ...     |                    |        |